# Sobór Wniebowstąpienia Pańskiego i św. Eliasza w Caransebeș
Sobór Wniebowstąpienia Pańskiego i św. Eliasza – prawosławny sobór w Caransebeș, katedra eparchii Caransebeș.

## Historia
Z koncepcją budowy soboru katedralnego w Caransebeș wystąpił biskup miejscowej eparchii Miron, późniejszy patriarcha Rumunii. Prace przy budowie świątyni rozpoczęto w grudniu 1918. Biskup Miron nie przestał interesować się inwestycją także po tym, gdy został metropolitą Wołoszczyzny, arcybiskupem Bukaresztu, wtedy też przekazał na budowę dar w wysokości 20 tys. koron. Prace budowlane trwały przez cały okres międzywojenny oraz podczas II wojny światowej. Szczególne wysiłki na rzecz budowy cerkwi położył biskup Caransebeș Beniamin, urzędujący w latach 1941–1949. Również on nie zdołał jednak ukończyć prac przy budowie soboru, a w 1949 eparchia Caransebeș została zlikwidowana. Prac nad świątynią nigdy nie sfinalizowano.
Do koncepcji budowy soboru powrócono w 1994, po restytucji eparchii Caransebeș. W 1996 kamień węgielny pod jego wzniesienie położył biskup Caransebeș Laurenty. Świątynię oddano do użytku liturgicznego dziesięć lat później. Prace wykończeniowe i dekoracyjne trwały do lat 2007-2008. W tym też roku gotowy obiekt poświęcił patriarcha Rumunii Daniel. Budowlę zbudowano w stylu typowym dla rumuńskiego budownictwa sakralnego.